# Campionati italiani di triathlon del 1994
I Campionati italiani di triathlon del 1994 (VI edizione) sono stati organizzati dalla Federazione Italiana Triathlon e si sono tenuti a Gatteo a Mare in Emilia-Romagna, in data 29 maggio 1994.
Tra gli uomini ha vinto Gianpietro De Faveri (Silca Ultralite), mentre la gara femminile è andata a Fiddy Remondini (Irondelta Tri Prom).

## Risultati

### Élite uomini
| Pos. | Atleta               | Società sportiva       | Corsa    | Bici     | Corsa    | Totale   |
| ---- | -------------------- | ---------------------- | -------- | -------- | -------- | -------- |
|      | Gianpietro De Faveri | Silca Ultralite        | 00:21:32 | 01:06:17 | 00:35:19 | 02:03:08 |
|      | Fabrizio Ferraresi   | Happidea Triathlon     | 00:22:09 | 01:05:57 | 00:35:58 | 02:04:04 |
|      | Giancarlo Bettin     | Läufer Club Bozen      | 00:24:06 | 01:05:08 | 00:35:22 | 02:04:36 |
| 4    | Marino Rocca         | Triathlon Club Milano  | 00:24:29 | 01:06:29 | 00:34:31 | 02:05:29 |
| 5    | Alessandro Ridolfi   | Happidea Triathlon     | 00:24:24 | 01:06:27 | 00:35:37 | 02:06:28 |
| 6    | Matteo Mormorunni    | Anzio Triathlon        | 00:22:25 | 01:06:53 | 00:37:50 | 02:07:08 |
| 7    | Vanny Favotto        | Lazio Triathlon        | 00:22:22 | 01:10:13 | 00:35:56 | 02:08:31 |
| 8    | Giuseppe Strano      | Anzio Triathlon        | 00:24:22 | 01:05:58 | 00:38:20 | 02:08:40 |
| 9    | Andrea Babini        | Romagna Triathlon      | 00:26:31 | 01:05:57 | 00:36:23 | 02:08:51 |
| 10   | Marco Marchese       | Happidea Triathlon     | 00:21:53 | 01:09:44 | 00:37:18 | 02:08:55 |
| 11   | Andreas Casotti      | Läufer Club Bozen      | 00:25:16 | 01:07:04 | 00:36:49 | 02:09:09 |
| 12   | Felice Scarnecchia   | Torrino Triathlon Team | 00:25:11 | 01:08:54 | 00:35:21 | 02:09:26 |
| 13   | Klaus Runer          | Läufer Club Bozen      | 00:25:28 | 01:05:05 | 00:39:16 | 02:09:49 |
| 14   | Stefano Biazzi       | Pol. Galileo           | 00:24:25 | 01:09:10 | 00:36:25 | 02:10:00 |
| 15   | Orlando Cardarelli   | Minerva Roma           | 00:24:20 | 01:09:12 | 00:36:42 | 02:10:14 |
| 16   | Marco Materazzi      | Azzurra Plusport       | 00:25:24 | 01:07:59 | 00:37:01 | 02:10:24 |
| 17   | Andrea Sacchetti     | Romagna Triathlon      | 00:25:40 | 01:09:02 | 00:36:11 | 02:10:53 |
| 18   | Marco Merelli        | Esercito               | 00:22:05 | 01:10:33 | 00:38:25 | 02:11:03 |
| 19   | David Morelli        | Pol. Galileo           | 00:24:21 | 01:10:14 | 00:36:49 | 02:11:24 |
| 20   | Luigi Bacco          | Happidea Triathlon     | 00:26:15 | 01:09:05 | 00:36:11 | 02:11:31 |

### Élite donne
| Pos. | Atleta              | Società sportiva      | Corsa    | Bici     | Corsa    | Totale   |
| ---- | ------------------- | --------------------- | -------- | -------- | -------- | -------- |
|      | Fiddy Remondini     | Irondelta Tri Prom    | 00:28:03 | 01:13:02 | 00:40:27 | 02:21:32 |
|      | Silvia Riccò        | Pol. Galileo          | 00:25:47 | 01:15:18 | 00:40:41 | 02:21:46 |
|      | Astrid Perathoner   | Läufer Club Bozen     | 00:25:22 | 01:13:44 | 00:43:51 | 02:22:57 |
| 4    | Manuela Ianesi      | Läufer Club Bozen     | 00:25:53 | 01:16:56 | 00:40:28 | 02:23:17 |
| 5    | Mirella Gandellini  | Triathlon Club Milano | 00:29:48 | 01:14:25 | 00:40:42 | 02:24:55 |
| 6    | Monica Tardo        | Anzio Triathlon       | 00:31:31 | 01:18:25 | 00:42:56 | 02:32:52 |
| 7    | Alessandra Brunelli | Anzio Triathlon       | 00:30:00 | 01:21:21 | 00:43:56 | 02:35:17 |
| 8    | Laura Berretta      | Pol. Galileo          | 00:29:53 | 01:20:57 | 00:45:04 | 02:35:54 |
| 9    | Alma Chierici       | Pol. Galileo          | 00:32:42 | 01:19:59 | 00:45:48 | 02:38:29 |
| 10   | Paola Lenzi         | Imola Nuoto           | 00:39:01 | 01:17:35 | 00:42:26 | 02:39:02 |
| 11   | Paola Sanson        | Happidea Triathlon    | 00:30:30 | 01:22:32 | 00:46:14 | 02:39:16 |
| 12   | Luisa Cilli         | Teramo Triathlon Team | 00:38:39 | 01:21:14 | 00:43:24 | 02:43:17 |
| 13   | Cristina Francone   | Centro Nuoto Torino   | 00:25:50 | 01:27:15 | 00:54:27 | 02:47:32 |
| 14   | Debora Ligabue      | Hardwork Triathlon    | 00:32:21 | 01:26:09 | 00:49:38 | 02:48:08 |
| 15   | Alba Coccurello     | Arcoveggio            | 00:42:02 | 01:24:37 | 00:41:48 | 02:48:27 |
| 16   | Daniela Ianesi      | Läufer Club Bozen     | 00:32:37 | 01:29:20 | 00:50:14 | 02:52:11 |
| 17   | Simona Bertozzi     | Romagna Triathlon     | 00:52:48 | 01:31:20 | 01:00:18 | 03:24:26 |